# Battle Island State Park
Battle Island State Park ist ein State Park im Gemeindegebiet von Fulton im Oswego County, New York, United States. Der Park bedeckt eine Fläche von 235 acre (95,1 ha) und ist unmittelbar mit dem 18-Loch-Golfplatz Battle Island State Park Golf Course verbunden.

## Geographie
Der Park liegt am Westufer des Oswego River, nördlich von Fulton (Oswego County) an der New York State Highway 48. Das Anwesen liegt in einer Kurve des Flusses, direkt gegenüber der Mündung des Black Creek. Der Oswego River fließt nach Norden dem Ontariosee zu und wird  nördlich des Parks durch einen Kanal aufgeteilt, wo Battle Island zusammen mit weiteren kleineren Inseln im Strom liegt. Das Gelände ist nur sehr leicht hügelig. Zur New York State Highway 48 hin liegt der Golfplatz, während der unbebaute Teil des Parks sich nach Osten bis zum Ufer des Oswego erstreckt.

## Geschichte
Der Name „Battle Island“ bezieht sich auf einen Schlacht, die sich am 3. Juli 1756, während des French and Indian War, auf der gleichnamigen Insel ereignete. Eine britische Flotte, war auf dem Rückweg von Fort Ontario, als sie von einer Gruppe aus Franzosen und Indianern aus dem Hinterhalt überfallen wurde. Obwohl die "British and Colonial Forces" in der Unterzahl waren, war es ihnen doch möglich einige Angriffe abzuwehren, indem sie die Insel als Stellung nutzten. Die Insel, die heute die Bezeichnung "Battle Island" trägt, entstand durch die Schaffung des benachbarten Kanals, während die Schlacht auf einer kleineren Insel stattfand, die südlich davon liegt.
Das Anwesen des Parks gehörte ursprünglich Frederick A. Emerick, der 1916 dem Staat 200 acres (81 ha) schenkte. Als der Rest seines Besitzes 1938 an den Staat fiel, wurde das Land offiziell als Park eingerichtet.

## Freizeitmöglichkeiten
Die Hauptattraktion des Parks ist der Golfplatz mit 18 Löchern, par 72, der von Devereux Emmett angelegt wurde.
Außerdem gibt es einige Wanderwege und Skiloipen sowie ein Restaurant.